# القوة الخاصة (لعبة فيديو 2003)
القوة الخاصة هي لعبة فيديو من نوع تصويب منظور الشخص الأول، طورها شباب لبنانيون ونشرها حزب الله، وباستخدام محرك جنيسيس 3دي. تجري أحداث اللعبة في بيئة ثلاثية الأبعاد، حيث يتقمص اللاعب دور مقاتل من قوات حزب الله التي تحارب ضد الجيش الإسرائيلي. أُصدرت اللعبة باللغة العربية و‌الإنجليزية و‌الفرنسية و‌الفارسية. باعت اللعبة 8,000 نسخة خلال أسبوع، عندما أُصدرت في لبنان و‌سوريا و‌إيران و‌البحرين و‌الإمارات في 2003.

## وصلات خارجية
- الموقع الرسمي (مؤرشف)
- فيت سيسلر (1 May 2008). "Digital Arabs: Representation in video games". European Journal of Cultural Studies (بالإنجليزية). 11 (2): 203–220. DOI:10.1177/1367549407088333. Archived from the original on 2021-05-08. (وصلة خارجية)